# Campagne-lès-Boulonnais
Campagne-lès-Boulonnais ist eine französische Gemeinde im Département Pas-de-Calais in der Region Hauts-de-France. Sie gehört zum Kanton Lumbres im Arrondissement Montreuil. Die Bewohner nennen sich die Campagnards.

## Lage
Die Gemeinde Campagne-lès-Boulonnais liegt im Artois, 26 Kilometer ostsüdöstlich der Küstenstadt Boulogne-sur-Mer. Nachbargemeinden von Campagne-lès-Boulonnais sind, Vaudringhem im Norden, Thiembronne im Osten, Aix-en-Ergny im Süden, Ergny im Südwesten, Bourthes im Westen sowie Ledinghem im Nordwesten. ÄIm Nordwesten der Gemeinde stehen drei Windkraftanlagen.

## Bevölkerungsentwicklung
| Jahr                       | 1962 | 1968 | 1975 | 1982 | 1990 | 1999 | 2006 | 2013 | 2022 |
| -------------------------- | ---- | ---- | ---- | ---- | ---- | ---- | ---- | ---- | ---- |
| Einwohner                  | 576  | 573  | 518  | 501  | 473  | 453  | 556  | 590  | 675  |
| Quellen: Cassini und INSEE |      |      |      |      |      |      |      |      |      |

## Sehenswürdigkeiten

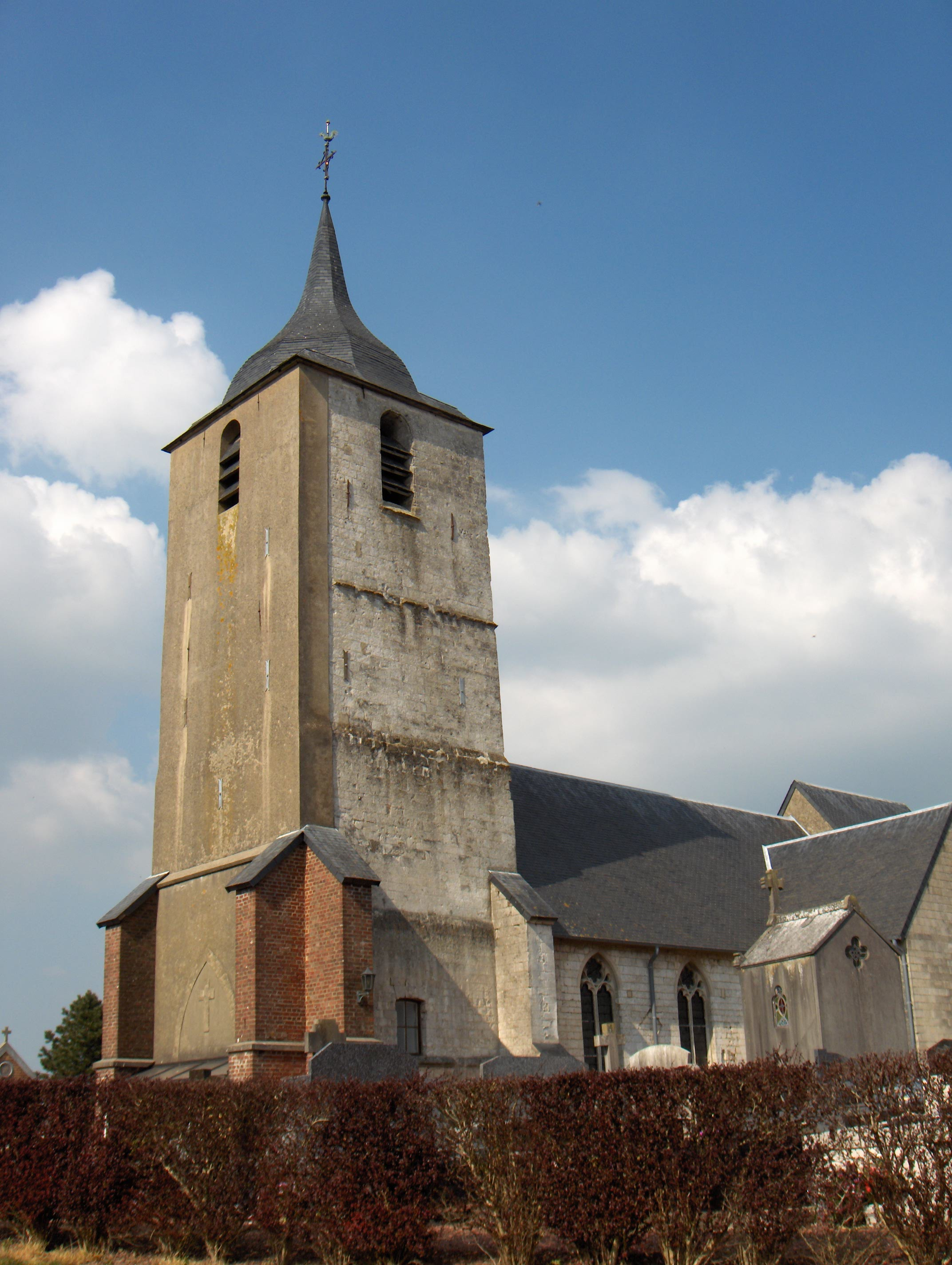
Kirche Saint-Omer
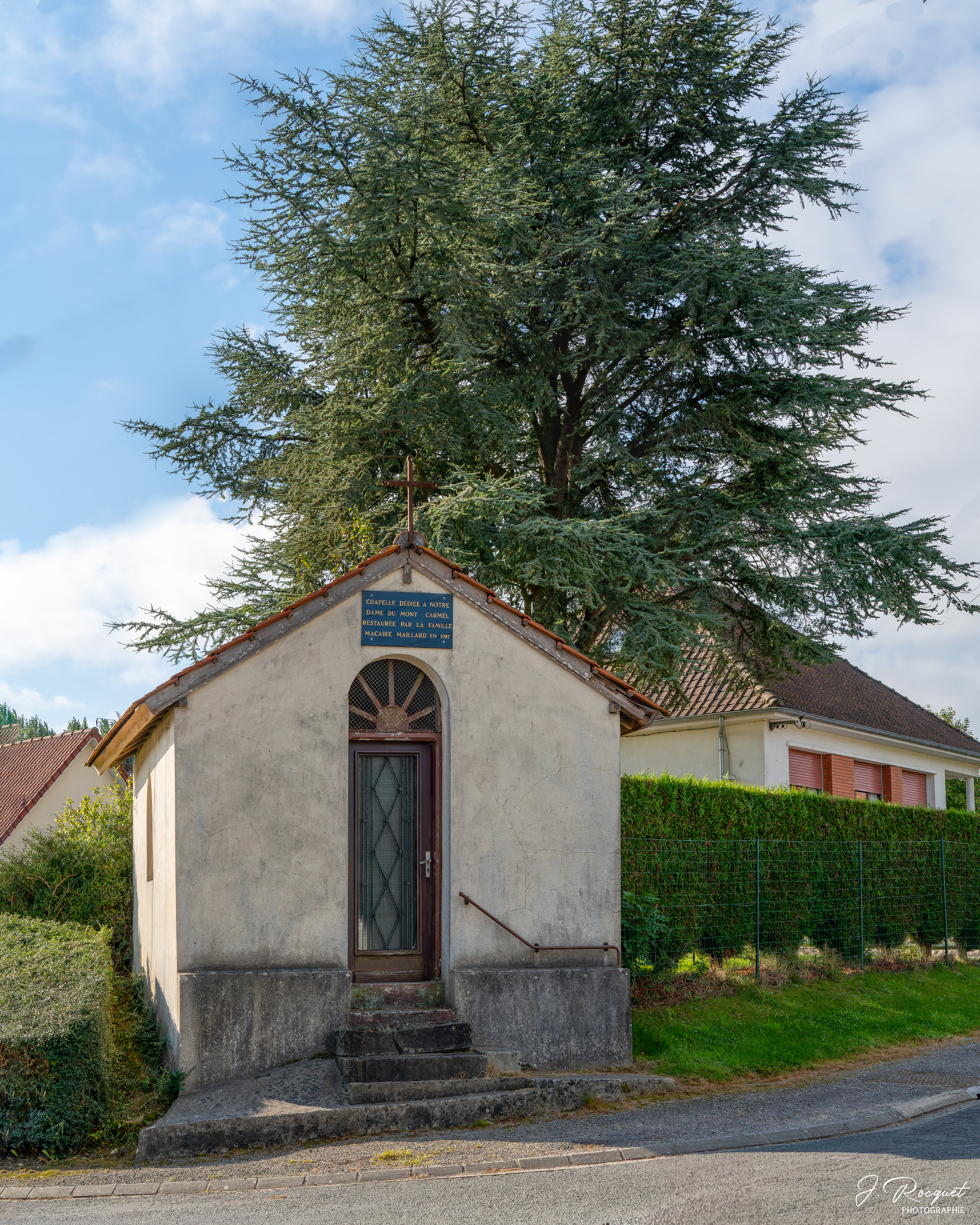
Kapelle Notre-Dame-du-Mont-Carmel
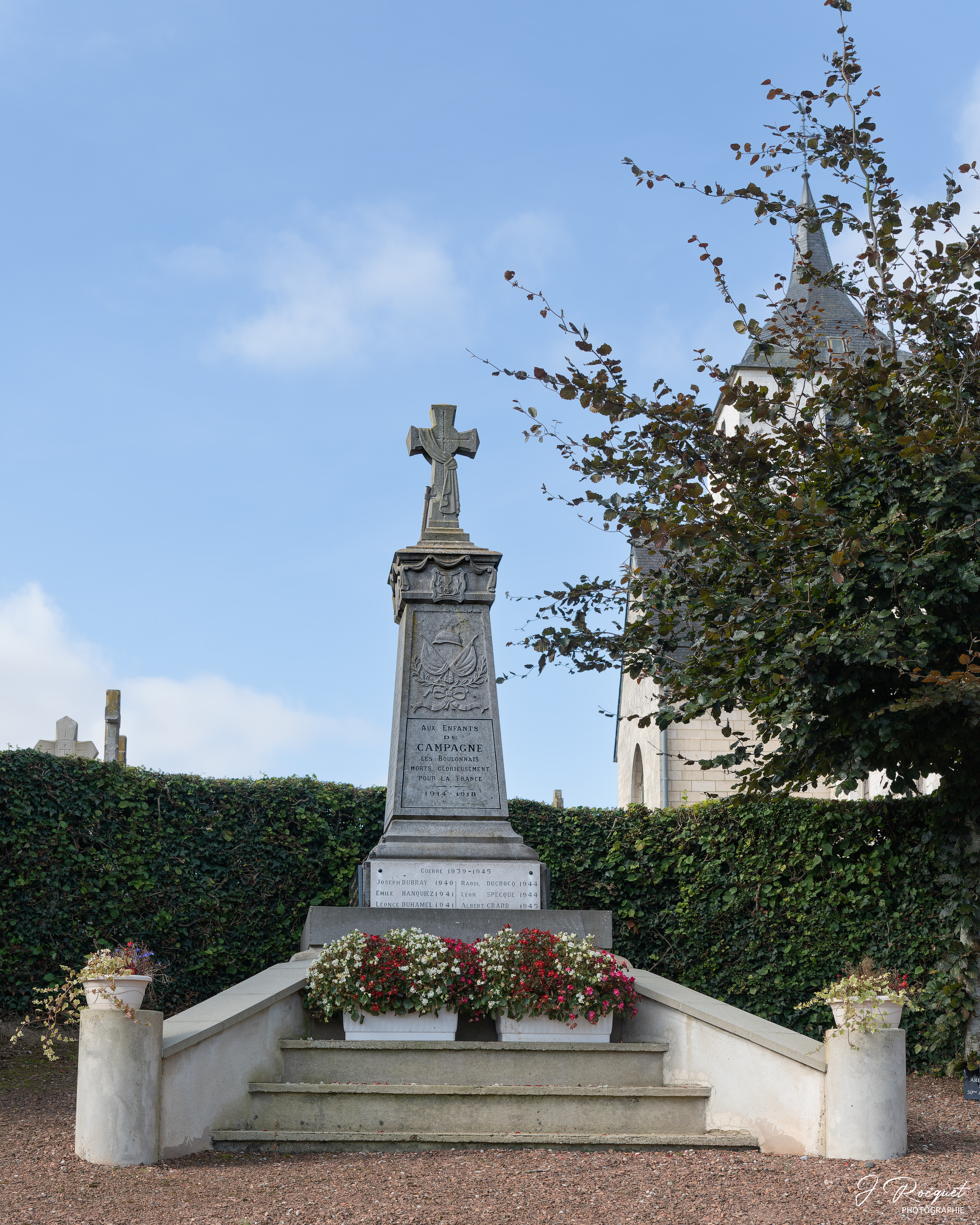
Wasserturm

- Kirche Saint-Omer
- Kapelle Notre-Dame-du-Mont-Carmel
- Gefallenendenkmal